# Facundo Sanguinetti
Facundo Sanguinetti (Lanús, 1º marzo 2001) è un calciatore argentino, portiere del Banfield.

## Carriera
Sanguinetti è cresciuto nel settore giovanile del Banfield, con cui ha firmato il primo contratto professionistico nel 2020, di durata triennale. Ha debuttato in prima squadra il 23 ottobre 2022, mantenendo la porta inviolata nell'incontro di Primera División pareggiato 0-0 contro il Sarmiento (J).
Il 28 dicembre 2023 ha firmato il rinnovo del contratto fino al 2026.

## Statistiche

### Presenze e reti nei club
Statistiche aggiornate al 13 giugno 2024.
| Stagione        | Squadra         | Campionato      | Campionato | Campionato | Coppe nazionali | Coppe nazionali | Coppe nazionali | Coppe continentali | Coppe continentali | Coppe continentali | Altre coppe | Altre coppe | Altre coppe | Totale | Totale | Totale |
| Stagione        | Squadra         | Comp            | Pres       | Reti       | Comp            | Pres            | Reti            | Comp               | Pres               | Reti               | Comp        | Pres        | Reti        | Pres   | Reti   |        |
| --------------- | --------------- | --------------- | ---------- | ---------- | --------------- | --------------- | --------------- | ------------------ | ------------------ | ------------------ | ----------- | ----------- | ----------- | ------ | ------ | ------ |
| 2022            | Banfield        | PD              | 1          | 0          | CA+CdL          | 0               | 0               | CS                 | 0                  | 0                  |             | -           | -           | 1      | 0      |        |
| 2023            | Banfield        | PD              | 0          | 1          | CA+CdL          | 0               | 0               |                    | -                  | -                  |             | -           | -           | 0      | 0      |        |
| 2024            | Banfield        | PD              | 4          | -6         | CA+CdL          | 2+0             | -1,0            |                    | -                  | -                  |             | -           | -           | 6      | -7     |        |
| Totale carriera | Totale carriera | Totale carriera | 5          | -6         |                 | 2               | -1              |                    | 0                  | 0                  |             | -           | -           | 7      | -7     |        |